# Llista d'episodis de Chuck
Chuck és una sèrie de televisió estatunidenca d'acció, comèdia i drama creada per Josh Schwartz i Chris Fedak.
La sèrie presenta en Chuck Bartowski, que rep un correu electrònic d'un antic company de la universitat que ara treballa a la CIA. El correu conte tots els secrets de la CIA i se li implanten al cervell. Consta de cinc temporades d'entre 13 i 24 capítols cadascuna. Als Estats Units, la primera temporada va començar el 24 de setembre de 2007 i va acabar el 21 de gener del 2008. La segona temporada es va emetre durant el 29 de setembre del 2008 i el 27 d'abril de 2009. Pel que fa a la tercera començà el 10 de gener i acabà el 24 de maig de 2010. La quarta temporada va durar des del 20 de setembre de 2010 fins al 16 de maig de 2011. La cinquena i darrera temporada va començar el 28 d'octubre de 2011 i va acabar amb un especial de dues hores el 27 de gener de 2012.
A Catalunya, la sèrie va emetre's primerament a TV3 i, a principis de 2011, va passar a formar part de la programació del canal juvenil 3XL, a on cada dilluns s'emetia un capítol. Amb el tancament del canal 3XL, la tercera temporada es va estrenar a TV3.

## Temporades
| Temporada | Temporada | Episodis | Duració als Estats Units                     | Duració a Catalunya                           | Duració a Catalunya |
| --------- | --------- | -------- | -------------------------------------------- | --------------------------------------------- | ------------------- |
|           | 1         | 13       | 24 de setembre de 2007 - 24 de gener de 2008 | 28 d'agost de 2008 - 18 de desembre de 2008   |                     |
|           | 2         | 22       | 29 de setembre de 2008 - 27 d'abril de 2009  | 31 de juliol de 2010 - 13 de novembre de 2010 |                     |
|           | 3         | 19       | 10 de gener de 2010 - 24 de maig de 2010     | 2 de juny de 2013 - 12 d'abril de 2014        |                     |
|           | 4         | 24       | 20 de setembre de 2010 - 16 de maig de 2010  | 5 de maig de 2014 - 18 de gener de 2015       |                     |
|           | 5         | 13       | 28 d'octubre de 2011 - 27 de gener de 2012   | 31 de maig de 2015 - 13 de setembre de 2015   |                     |

## Llista d'episodis

### Primera temporada
| # | #  | Títol                                                                        | Directors             | Guionistes                       | Data d'estrena als Estats Units | Data d'estrena a Catalunya |
| 1 | 1  | Pilot o En Chuck contra l'intersector Chuck Versus the Intersect             | McG                   | Josh Schwartz & Chris Fedak      | 24 de setembre de 2007          | 28 d'agost de 2008         |
| En Chuck Bartowski obre un correu electrònic codificat subliminalment amb secrets estatals i, sense adonar-se'n, es descarrega tot un servidor d'informació sensible al seu cervell. A partir d'aquest moment l'espera una nova carrera com a agent secret, el més vital, del govern. Ara, el destí del món està a les mans d'un tipus que treballa a una botiga de Buy More Electronics amb el seu millor amic, en Morgan Grimes, i que viu amb la seva germana Ellie. |    |                                                                              |                       |                                  |                                 |                            |
| |    |                                                                              |                       |                                  |                                 |                            |
| 2 | 2  | En Chuck contra l'helicòpter Chuck Versus the Helicopter                     | Robert Duncan McNeill | Josh Schwartz & Chris Fedak      | 1 d'octubre de 2007             | 4 de setembre de 2008      |
| Mentre en Chuck intenta adaptar-se a la seva nova vida com a espia, la relació entre els seus dos nous socis, la Sarah i en Casey, és cada vegada més tensa. Tant en Casey i com la Sarah es culpen l'un a l'altre per l'assassinat d'un metge que semblava tenir la solució al problema d'en Chuck. Els dos agents faran els possibles per convèncer en Chuck que el responsable és l'altre i ell no tindrà més remei que decidir en qui confiar. |    |                                                                              |                       |                                  |                                 |                            |
| |    |                                                                              |                       |                                  |                                 |                            |
| 3 | 3  | En Chuck contra el Tango Chuck Versus the Tango                              | Jason Ensler          | Matthew Miller                   | 8 d'octubre de 2007             | 18 de setembre de 2008     |
| En Chuck s'adonan que dur una doble vida no és gaire fàcil. Després que el seu cap a Buy More li crida l'alto, en Chuck recorre al seu millor amic, en Morgan i a en Nerd Herd per demostrar que mereix ser promogut a ajudant de direcció. Mentrestant, la Sarah i en Casey l'obliguen a fer la seva primera missió real com a espia secret. |    |                                                                              |                       |                                  |                                 |                            |
| |    |                                                                              |                       |                                  |                                 |                            |
| 4 | 4  | En Chuck contra el wookie Chuck Versus the Wookiee                           | Allan Kroeker         | Allison Adler                    | 15 d'octubre de 2007            | 25 de setembre de 2008     |
| Una atractiva companya de la Sarah de la CIA demana al Chuck recuperar un diamant d'un milió de dòlars amagat en una mansió de Malibu i que serveix per cofinançar operacions terroristes. Mentrestant, comença a entreveure que la doble vida de la Sarah, l'impedeix saber qui és en realitat. Així mateix, en Morgan intenta convèncer en Chuck perquè li aconsegueixi una cita amb l'amiga de la Sarah. |    |                                                                              |                       |                                  |                                 |                            |
| |    |                                                                              |                       |                                  |                                 |                            |
| 5 | 5  | En chuck contra el chopsuey de gambes Chuck Versus the Sizzling Shrimp       | David Solomon         | Scott Rosenbaum                  | 22 d'octubre de 2007            | 2 d'octubre de 2008        |
| Quan els agents Sarah i Casey es neguen a col·laborar en una missió desautoritzada duta a terme a Chinatown per un dels espies xinesos més destacats, en Chuck ha de prendre una decisió difícil: anar en contra del govern dels EUA i els seus amics o fer el que considera correcte. Mentrestant, en Morgan viu el seu propi dilema quan a Buy More el fan participar en un concurs de vendes que li podria costar la feina. |    |                                                                              |                       |                                  |                                 |                            |
| |    |                                                                              |                       |                                  |                                 |                            |
| 6 | 6  | En Chuck contra el cuc de Dune Chuck Versus the Sandworm                     | Robert Duncan McNeill | Phil Klemmer                     | 29 d'octubre de 2007            | 9 d'octubre de 2008        |
| Quan en Chuck coneix un altre agent estatal amb una doble vida, un geni dels artefactes, aquest haurà de decidir si entregar l'agent a la Sarah i en Casey o si ajudar-lo a escapar. D'altra banda, és Halloween, una festa que significa molt pels amics Chuck i Morgan, però que aquest any és un xic diferent perquè en Morgan sent que en Chuck oblida els seus records d'infància i també la seva amistat. |    |                                                                              |                       |                                  |                                 |                            |
| |    |                                                                              |                       |                                  |                                 |                            |
| 7 | 7  | En Chuck contra l'alma mater Chuck Versus the Alma Mater                     | Patrick Norris        | Anne Cofell Saunders             | 5 de novembre de 2007           | 16 d'octubre de 2008       |
| Quan en Chuck s'assabenta que el seu antic professor és un agent del govern, perseguit a causa d'un arxiu amb informació secreta i molt sensible, torna a la universitat Stanford, la institució que el va expulsar. Mentre utilitza la seva experiència passada per esbrinar què sap el professor, destapa alguns secrets sorprenents de la seva pròpia vida. Mentrestant, en Morgan se les ha de veure amb el nou ajudant de direcció a Buy More. |    |                                                                              |                       |                                  |                                 |                            |
| |    |                                                                              |                       |                                  |                                 |                            |
| 8 | 8  | En Chuck contra la veritat Chuck Versus the Truth                            | Robert Duncan McNeill | Allison Adler                    | 12 de novembre de 2007          | 23 d'octubre de 2008       |
| En Chuck es debat entre la seva vida amorosa real i la secreta quan coneix una noia molt bonica anomenada Lou. D'altra banda, la seva relació amb la Sarah es caldeja durant la cita doble amb l'Ellie i el capità Impressionant. Mentrestant, un expert en verins intenta obtenir el codi per accedir a unes instal·lacions nuclears mitjançant el seu beuratge de la veritat. Gràcies als efectes d'aquest beuratge, en Chuck descobreix moltes coses dels seus companys. |    |                                                                              |                       |                                  |                                 |                            |
| |    |                                                                              |                       |                                  |                                 |                            |
| 9 | 9  | En Chuck contra el salami d'importació Chuck Versus the Imported Hard Salami | Jason Ensler          | Scott Rosenbaum & Matthew Miller | 19 de novembre de 2007          | 13 de novembre de 2008     |
| En Chuck comença a sortir amb la Lou, una experta en sandvitxos. La cosa sembla que va bé, però apareix la Sarah amb una gelosia com d'exxicota, ja que ha descobert que els seus sentiments van més enllà del rol secret que representen. La situació encara es complica més quan se sap que la Lou és membre d'una xarxa de contrabandistes. La seva relació és una altra estafa o va de debò? Mentrestant, en Morgan coneix una noia ben peculiar. |    |                                                                              |                       |                                  |                                 |                            |
| |    |                                                                              |                       |                                  |                                 |                            |
| 10 | 10 | En Chuck contra el seu malson Chuck Versus the Nemesis                       | Allison Liddi-Brown   | Chris Fedak                      | 26 de novembre de 2007          | 27 de novembre de 2008     |
| El dia d'acció de gràcies, en Bryce reapareix quan ja tothom el feia mort. Una sèrie de comitès secrets interns que pretenen destruir la "intersecció" -o bé el cervell d'en Chuck- han salvat en Bryce amb l'esperança que els ajudi a localitzar-lo. Però per tal de demostrar a la Sarah, en Casey i la resta de la CIA que no és dolent, en Bryce necessita l'ajuda d'en Chuck. Després de veure's amb antics amics i amants, en Bryce i la Sarah tornen, en Chuck es posa gelós i dubta del seu futur amb ella. Mentrestant, el Buy More es prepara pel dia de més vendes de l'any i en Morgan és l'encarregat d'assegurar-se que tot vagi sobre rodes. |    |                                                                              |                       |                                  |                                 |                            |
| |    |                                                                              |                       |                                  |                                 |                            |
| 11 | 11 | En Chuck contra el Crown Victorià Chuck Versus the Crown Vic                 | Chris Fisher          | Zev Borrow                       | 3 de desembre de 2007           | 4 de desembre de 2008      |
| Encara coent en veure que la Sarah segueix enamorada d'en Bryce, en Chuck ha d'acceptar el seu rol com a marit de la Sarah en una missió secreta per enxampar un falsificador aficionat a la vela amb connexions polítiques. Emocions i balancejos acompanyaran en Chuck, la Sarah i en Casey mentre es dirigeixen al port esportiu a sabotejar un pla que, de retruc, esquitxarà en Morgan i l'Anna directament als ulls. Simultàniament se celebra la festa anual de vacances del Buy More, però aquesta vegada regida per una pila de normes d'en Big Mike.                                                                                               |    |                                                                              |                       |                                  |                                 |                            |
| |    |                                                                              |                       |                                  |                                 |                            |
| 12 | 12 | En Chuck contra l'amant secreta Chuck Versus the Undercover Lover            | Fred Toye             | Phil Klemmer                     | 21 de gener de 2008             | 11 de desembre de 2008     |
| En Chuck descobreix que una sèrie de traficants d'armes russos es reuneixen en secret a Los Angeles. Una dona russa en particular li crida l'atenció i és que es tracta de l'exnòvia d'en Casey. En Chuck està cada cop més intrigat i comença a cosir-lo a preguntes sobre la seva relació amb aquella dona. Quan s'assabenta que la dona està a punt de casar-se amb un dels traficants d'armes, en Chuck anima en Casey a lluitar per recuperar-la. Anirà en Casey a buscar la dona que estima sense comprometre la seva identitat? Mentrestant, el capità Impressionant i l'Ellie assoleixen un punt àlgid en la seva relació.                           |    |                                                                              |                       |                                  |                                 |                            |
| |    |                                                                              |                       |                                  |                                 |                            |
| 13 | 13 | En Chuck contra el marlí Chuck Versus the Marlin                             | Allan Kroeker         | Matthew Lau                      | 21 de gener de 2008             | 18 de desembre de 2008     |
| El capità Impressionant demana la mà de l'Ellie a en Chuck i l'insisteix perquè guardi ell l'anell fins que ho tingui tot a punt. En Chuck desa l'anell a la seva taquilla del Buy More i quan hi torna l'endemà veu que algú ha entrat a robar a la botiga i s'ho ha endut tot. Simultàniament, en Casey i la Sarah descobreixen que la CIA els ha estat espiant per tal de descobrir "la intersecció". La identitat i la vida d'en Chuck estan en perill, o sigui que l'Agència de Seguretat Nacional hi intervé. Perdrà en Chuck la família i els amics?                                                                                                  |    |                                                                              |                       |                                  |                                 |                            |
| |    |                                                                              |                       |                                  |                                 |                            |

### Segona temporada
| # | #  | Títol                                                                | Directors             | Guionistes                       | Data d'estrena als Estats Units | Data d'estrena a Catalunya |
| 14 | 1  | En Chuck i la primera cita Chuck Versus the First Date               | Jason Ensler          | Josh Schwartz & Chris Fedak      | 29 de setembre de 2008          | 31 de juliol de 2010       |
| Probablement, en Chuck Bartowski és l'agent secret més pallús del món. La vida d'aquest jove de més de vint anys, fanàtic dels videojocs, va canviar radicalment el dia que va obrir un correu electrònic, xifrat de forma subliminal, que contenia secrets d'estat. Sense adonar-se'n, un servidor sencer de dades confidencials va quedar allotjat al seu cervell. |    |                                                                      |                       |                                  |                                 |                            |
| |    |                                                                      |                       |                                  |                                 |                            |
| 15 | 2  | En Chuck contra la seducció Chuck Versus the Seduction               | Allan Kroeker         | Matthew Miller                   | 6 d'octubre de 2008             | 7 d'agost de 2010          |
| En Chuck s'ha de camuflar per recuperar la Cipher de les mans de la sensual i perillosa espia coneguda com la Vídua Negra, però, per acostar-se al seu objectiu, primer ha d'aprendre el difícil art de la seducció de la mà del refinat i sofisticat Roan Montgomery, un agent llegendari i ben plantat. Però, per desgràcia d'en Chuck, la Sarah i en Casey, en Roan ja no és el que era. |    |                                                                      |                       |                                  |                                 |                            |
| |    |                                                                      |                       |                                  |                                 |                            |
| 16 | 3  | En Chuck contra la ruptura Chuck Versus the Break-Up                 | Robert Duncan McNeill | Scott Rosenbaum                  | 13 d'octubre de 2008            | 14 d'agost de 2010         |
| En Chuck es posa extremament gelós quan el seu enemic Bryce Larkin, antic company i nòvio de la Sarah, apareix de forma inesperada. Els sentiments cada cop més profunds d'en Chuck i la Sarah hauran de passar una prova de foc amb la nova missió, que requereix que la Sarah i en Bryce facin el paper d'una parella d'enamorats. Mentrestant, en Morgan ha de superar un altre repte al Buy More i enfrontar-se amb una colla d'assetjadors d'una botiga d'esports pròxima del carrer comercial.           |    |                                                                      |                       |                                  |                                 |                            |
| |    |                                                                      |                       |                                  |                                 |                            |
| 17 | 4  | En Chuck contra els Cougars Chuck Versus the Cougars                 | Patrick Norris        | Allison Adler                    | 20 d'octubre de 2008            | 15 d'agost de 2010         |
| En Chuck s'assabenta de coses del passat de la Sarah quan topen amb la seva gran rival de l'institut, la Heather Chandler. Les inseguretats de l'adolescència de la Sarah tornen a aflorar mentre ella mira d'evitar la Heather per tots els mitjans. Per la seva banda, en Chuck fa els impossibles per esbrinar més coses de la vida oculta de la Sarah. |    |                                                                      |                       |                                  |                                 |                            |
| |    |                                                                      |                       |                                  |                                 |                            |
| 18 | 5  | En Chuck contra Tom Sawyer Chuck Versus Tom Sawyer                   | Norman Buckley        | Phil Klemmer                     | 27 d'octubre de 2008            | 15 d'agost de 2010         |
| La vida com a espia comença a passar factura a en Chuck i tothom se n'adona. Ell mira d'explicar el seu comportament estrany a l'Ellie i al peculiar expert en eficiència de Buy More, l'Emmett Milbarge, però una nova ordre ho acaba d'embolicar tot més. Un terrorista mundialment conegut apareix buscant en Jeff, i en Chuck no té més remei que socialitzar amb el raret del grup per esbrinar quin és el seu paper en la missió.                                                                        |    |                                                                      |                       |                                  |                                 |                            |
| |    |                                                                      |                       |                                  |                                 |                            |
| 19 | 6  | En Chuck contra l'ex Chuck Versus the Ex                             | Jay Chandrasekhar     | Zev Borow                        | 10 de novembre de 2008          | 21 d'agost de 2010         |
| Durant una guàrdia de Nerd Herd, en Chuck es troba cara a cara amb la seva exxicota Jill, la noia que li va trencar el cor. En un intent de mantenir la seva reputació, en Chuck menteix i afirma que les coses li van millor del que en realitat van. Ara, bé, quan en Chuck coneix el cap de la Jill, un investigador científic que podria haver desenvolupat una arma biològica mortal, ell, la Sarah i en Casey han de comprovar si la Jill també hi està implicada.                                       |    |                                                                      |                       |                                  |                                 |                            |
| |    |                                                                      |                       |                                  |                                 |                            |
| 20 | 7  | En Chuck contra la soprano Chuck Versus the Fat Lady                 | Jeffrey G. Hunt       | Matthew Lau                      | 17 de novembre de 2008          | 22 d'agost de 2010         |
| En Chuck i la Jill gaudeixen d'una mena de lluna de mel després de reconciliar-se. Els dos enamorats planegen una escapada de cap de setmana que han de cancel·lar en l'últim moment, quan en Casey i la Sarah informen en Chuck que el necessiten en una missió immediata per identificar agents corruptes de la CIA. La Jill té un atac de gelosia quan finalment coneix la Sarah i s'assabenta que en Chuck i ella han de fer el paper de parella.                                                          |    |                                                                      |                       |                                  |                                 |                            |
| |    |                                                                      |                       |                                  |                                 |                            |
| 21 | 8  | En Chuck contra el gravitró Chuck Versus the Gravitron               | Allison Liddi-Brown   | Chris Fedak                      | 24 de novembre de 2008          | 22 d'agost de 2010         |
| En Chuck, la Sarah i en Casey queden parats en descobrir que la xicota d'en Chuck, la Jill, és una agent de Fulcrum que pretén localitzar la "intersecció". En Chuck, que encara no s'ho acaba de creure, rep l'ordre d'utilitzar la seva relació amb la Jill per accedir a un altre agent. De bon grat accepta acabar amb la dona que l'ha traït dues vegades. Mentrestant, els pares del capità Impressionant anuncien que vindran a passar el Dia d'Acció de Gràcies.                                       |    |                                                                      |                       |                                  |                                 |                            |
| |    |                                                                      |                       |                                  |                                 |                            |
| 22 | 9  | En Chuck contra en Sensei Chuck Versus the Sensei                    | Jonas Pate            | Anne Cofell Saunders             | 1 de desembre de 2008           | 28 d'agost de 2010         |
| Encara recuperant-se d'haver descobert que la seva exxicota era una espia de Fulcrum, en Chuck s'embarca en una missió per oblidar tot aquest assumpte. Per la seva part, en Casey s'endú una sorpresa desagradable quan s'assabenta que el seu sensei, la persona que li va ensenyar tot el que sap, ara és un dels agents enemics més buscats. |    |                                                                      |                       |                                  |                                 |                            |
| |    |                                                                      |                       |                                  |                                 |                            |
| 23 | 10 | En Chuck contra el Delorean Chuck Versus the DeLorean                | Ken Whittingham       | Matthew Miller                   | 8 de desembre de 2008           | 4 de setembre de 2010      |
| En Chuck decideix espiar la Sarah i descobreix que surt amb un home força més gran que ella. Desesperat, en Chuck mira d'advertir-la després de tenir una visió d'intersecció, però ella li assegura que no està en perill i li confessa la identitat de l'home misteriós. Mentrestant, l'Anna expressa el seu desig d'anar a viure amb en Morgan per obligar-lo a actuar com un adult d'una vegada per totes.                                                                                                 |    |                                                                      |                       |                                  |                                 |                            |
| |    |                                                                      |                       |                                  |                                 |                            |
| 24 | 11 | En Chuck contra el Pare Noel Chuck Versus Santa Claus                | Robert Duncan McNeill | Scott Rosenbaum                  | 15 de desembre de 2008          | 4 de setembre de 2010      |
| Falta un dia per Nadal i tothom ja sent l'esperit de joia. De sobte, un cotxe del bàndol enemic s'estavella contra el Buy More després d'una persecució i el conductor reté tots els clients com a ostatges, inclosos l'impressionant i l'Ellie, que hi havien anat a fer les últimes compres. És en situacions com aquesta on cadascú es mostra tal com és. Alguns volen fer-se els valents, altres, tot el contrari.                                                                                         |    |                                                                      |                       |                                  |                                 |                            |
| |    |                                                                      |                       |                                  |                                 |                            |
| 25 | 12 | En Chuck contra la tercera dimensió Chuck Versus the Third Dimension | Robert Duncan McNeill | Chris Fedak                      | 2 de febrer de 2009             | 5 de setembre de 2010      |
| En aquest episodi especial en 3D, en Chuck desmantella una trama per assassinar l'estrella de rock internacional Tyler Martin. Els agents segresten el músic per descobrir qui el vol mort. Més tard, en Tyler convenç en Chuck per sortir a fer unes copes, però la nit s'acaba complicant d'allò més. Mentrestant, en Morgan aconsegueix dos passis vip per al concert d'en Tyler i organitza un concurs per veure qui és l'afortunat que l'acompanyarà.                                                     |    |                                                                      |                       |                                  |                                 |                            |
| |    |                                                                      |                       |                                  |                                 |                            |
| 26 | 13 | En Chuck contra les zones residencials Chuck Versus the Suburbs      | Jay Chandrasekhar     | Phil Klemmer                     | 16 de febrer de 2009            | 5 de setembre de 2010      |
| L'última missió d'en Chuck i la Sarah els obliga a fer veure que són un matrimoni feliç que viu a la perifèria. Allà coneixen alguns personatges interessants, com ara en Brad, el simpàtic veí del costat que treballa en el negoci fix, i la Sylvia, una dona seductora i atractiva que viu a l'altre cantó del carrer i té l'ull clavat en en Chuck. Mentrestant, en Big Mike revoluciona el Buy More després que la seva dona li demana el divorci.                                                        |    |                                                                      |                       |                                  |                                 |                            |
| |    |                                                                      |                       |                                  |                                 |                            |
| 27 | 14 | En Chuck contra el millor amic Chuck Versus the Best Friend          | Peter Lauer           | Allison Adler                    | 23 de febrer de 2009            | 18 de setembre de 2010     |
| En Chuck ajuda en Morgan, que té el cor trencat, a espiar l'Anna, però, després de tenir una visió del noi amb qui surt ara, ell, la Sarah i en Casey reben l'ordre d'esbrinar la seva connexió amb una banda perillosa. Mentrestant, en Jeff i en Lester intenten convèncer l'Ellie i l'impressionant perquè contractin el seu grup de música, Jeffster!, per al dia del casament. |    |                                                                      |                       |                                  |                                 |                            |
| |    |                                                                      |                       |                                  |                                 |                            |
| 28 | 15 | En chuck contra els musculets Chuck Versus the Beefcake              | Patrick Norris        | Matthew Miller & Scott Rosenbaum | 2 de març de 2009               | 19 de setembre de 2010     |
| En Chuck trenca amb la Sarah després que l'Ellie li insisteix perquè ho faci, però la gelosia s'apodera d'ell quan la Sarah rep l'ordre de seduir un agent molt ben plantat, en Cole Barker, per aconseguir informació sobre Fulcrum. En Morgan intenta pair la relació de la seva mare amb en Big Mike i es refugia a casa d'en Chuck, però l'Ellie i l'impressionant no ho veuen amb bons ulls. Mentrestant, en Jeff i en Lester miren de dir-hi la seva a l'hora de contractar el nou empleat de la botiga. |    |                                                                      |                       |                                  |                                 |                            |
| |    |                                                                      |                       |                                  |                                 |                            |
| 29 | 16 | En Chuck contra l'arma letal Chuck Versus the Lethal Weapon          | Allan Kroeker         | Zev Borow & Matthew Lau          | 9 de març de 2009               | 25 de setembre de 2010     |
| En Chuck, la Sarah i en Casey s'assabenten que hi ha un home, anomenat Perseus, que prepara una "intersecció" per Fulcrum. Mentre la Sarah i en Casey s'encarreguen de localitzar Perseus, en Chuck i l'agent Cole Barker s'han de quedar en un búnquer de seguretat. Ara bé, quan la missió pren un gir inesperat, els dos espies fan cas omís a les ordres de mantenir-se lluny del perill. Mentrestant, en Morgan intenta convèncer l'Anna que anar a viure amb ell no és gaire bona idea.                  |    |                                                                      |                       |                                  |                                 |                            |
| |    |                                                                      |                       |                                  |                                 |                            |
| 30 | 17 | En Chuck contra l'avió teledirigit Chuck Versus the Predator         | Jeremiah Chechik      | Chris Fedak                      | 23 de març de 2009              | 2 d'octubre de 2010        |
| Després que el cervell de l'ordinador de la "intersecció" contacta amb ell, en Chuck ha de decidir en qui ha de confiar, si en la Sarah i en Casey o en aquest científic misteriós que podria esborrar la "intersecció" de la seva ment. Mentrestant esclata un conflicte entre el Buy More de Burbank i l'oficina més prestigiosa de l'empresa a Beverly Hills. |    |                                                                      |                       |                                  |                                 |                            |
| |    |                                                                      |                       |                                  |                                 |                            |
| 31 | 18 | En Chuck contra el cor trencat Chuck Versus the Broken Heart         | Kevin Bray            | Allison Adler                    | 30 de març de 2009              | 3 d'octubre de 2010        |
| Quan en Chuck expressa els seus sentiments sobre la complicada relació que l'uneix amb la Sarah, una agent sense escrúpols anomenada Alex Forrest es proposa avaluar el rol de la Sarah com a supervisora d'en Chuck. En Morgan, en Jeff i en Lester miren d'aconseguir que els convidin al comiat de solter del capità impressionant. |    |                                                                      |                       |                                  |                                 |                            |
| |    |                                                                      |                       |                                  |                                 |                            |
| 32 | 19 | En Chuck contra la feina dels seus somnis Chuck Versus the Dream Job | Robert Duncan McNeill | Phil Klemmer & Cory Nickerson    | 6 d'abril de 2009               | 16 d'octubre de 2010       |
| La vida d'en Chuck comença a encarrilar-se. El seu pare, l'Steve, torna després d'una llarga absència i després d'aconseguir la feina dels seus somnis amb el que és el seu heroi, en Ted Roark. Amb un gran disgust d'en Chuck, res no surt com s'esperava. |    |                                                                      |                       |                                  |                                 |                            |
| |    |                                                                      |                       |                                  |                                 |                            |
| 33 | 20 | En Chuck contra el primer mort Chuck Versus the First Kill           | Norman Buckley        | Scott Rosenbaum                  | 13 d'abril de 2009              | 17 d'octubre de 2010       |
| Quan Fulcrum segresta el pare d'en Chuck, l'Steve, l'agent secret ha d'acceptar que l'única manera de recuperar-lo és confiar i deixar la seva vida en mans de la persona de qui menys es refia del món: la seva exxicota Jill. Mentrestant, l'equip del Buy More intenta sabotejar l'avaluació corporativa de l'Emmett. |    |                                                                      |                       |                                  |                                 |                            |
| |    |                                                                      |                       |                                  |                                 |                            |
| 34 | 21 | En Chuck contra el coronel Chuck Versus the Colonel                  | Peter Lauer           | Matthew Miller                   | 20 d'abril de 2009              | 30 d'octubre de 2010       |
| Quan en Chuck i la Sarah se'n van sense permís per rescatar el pare d'en Chuck, l'Steve, els dos agents descobreixen que, quan estan un temps junts sense que ningú els controli, sorgeix una mena de química entre tots dos. Just quan estan gairebé a tocar, en Casey es presenta al seu amagatall. En Morgan es converteix en l'ovella negra del Buy More després d'aconseguir que ascendeixin l'Emmett per error.                                                                                          |    |                                                                      |                       |                                  |                                 |                            |
| |    |                                                                      |                       |                                  |                                 |                            |
| 35 | 22 | En Chuck contra l'anell Chuck Versus the Ring                        | Robert Duncan McNeill | Chris Fedak & Allison Adler      | 27 d'abril de 2009              | 13 de novembre de 2010     |
| Finalment arriba el dia de l'enllaç entre l'Ellie i l'impressionant. En Chuck haurà de salvar la vida de la seva germana i evitar que en Ted Roark i Fulcrum li espatllin la festa. |    |                                                                      |                       |                                  |                                 |                            |
| |    |                                                                      |                       |                                  |                                 |                            |

### Tercera temporada
| # | #  | Títol                                                                        | Directors                | Guionistes                                                       | Data d'estrena als Estats Units | Data d'estrena a Catalunya                                         |
| 36 | 1  | En Chuck contra l'acomiadament Chuck Versus the Pink Slip                    | Robert Duncan McNeill    | Chris Fedak i Matt Miller                                        | 10 de gener de 2010             | 2 de juny de 2013                                                  |
| Al final de la segona temporada, en Chuck es va convertir en l'Intersect 2.0 després de rebre una altra descàrrega de dades. Aquest cop no només està al corrent dels secrets del govern, sinó que domina i coordina tècniques de combat mortals. En Chuck ha demostrat ser un referent i ara que, a més fa kung-fu, té tots els números per convertir-se en un agent de debò. Només hi ha un petit problema: els sentiments. Si vol protegir-se a si mateix i la gent que l'envolta, en Chuck haurà d'aprendre a controlar-los. Seguiran custodiant-lo l'hirsut John Casey, de l'Agència de Seguretat Nacional, i la seva sòcia, Sarah Walker, l'agent número 1 de la CIA i la dona perfecta per a en Chuck. Alhora també l'han d'ajudar a convertir-se en l'agent que està destinat a ser. A banda d'això, Chuck i Sarah s'hauran de plantejar el que senten l'un per l'altre. |    |                                                                              |                          |                                                                  |                                 |                                                                    |
| |    |                                                                              |                          |                                                                  |                                 |                                                                    |
| 37 | 2  | En Chuck contra l'arma secreta Chuck Versus the Three Words                  | Peter Lauer              | Allison Adler i Scott Rosenbaum                                  | 10 de gener de 2010             | 16 de novembre de 2013                                             |
| Chuck rep una nova missió quan la millor amiga de Sarah apareix amb el seu xicot, Karl. La cosa es complica quan, en plena missió, a Chuck se li acut parlar amb Sarah dels seus problemes amorosos. Aprendrà algun dia a controlar les seves emocions? Mentrestant, Morgan es fica en un embolic quan menteix a Jeff i Lester. |    |                                                                              |                          |                                                                  |                                 |                                                                    |
| |    |                                                                              |                          |                                                                  |                                 |                                                                    |
| 38 | 3  | En Chuck contra El Ángel de la Muerte Chuck Versus the Angel de la Muerte    | Jeremiah Chechik         | Phil Klemmer                                                     | 11 de gener de 2010 (Canadà)    | 23 de novembre de 2013                                             |
| Malgrat que Chuck sempre mira de mantenir la família al marge de la seva vida d'espia, aquest cop no pot evitar que l'Ellie i n'Awesome es vegin implicats en un incident internacional. Chuck ha d'utilitzar la seva relació amb l'Awesome per protegir un dictador en visita oficial, el primer ministre Goya, d'intent d'assassinat. |    |                                                                              |                          |                                                                  |                                 |                                                                    |
| |    |                                                                              |                          |                                                                  |                                 |                                                                    |
| 39 | 4  | En Chuck contra l'Operació impressionant Chuck Versus Operation Awesome      | Robert Duncan McNeill    | Zev Borow                                                        | 17 de gener de 2010             | 29 de novembre de 2013                                             |
| Quan el malvat Sydney Price confon Awesome amb un superespia, en Chuck li ha de fer de protector i ensenyar-li com funciona aquest món. En plena missió per recuperar l'anell, topen amb el misteriós Daniel Shaw. Mentrestant, en Morgan és ascendit a subdirector a Buy More i se les ha de veure amb les últimes gracietes d'en Jeff i en Lester. |    |                                                                              |                          |                                                                  |                                 |                                                                    |
| |    |                                                                              |                          |                                                                  |                                 |                                                                    |
| 40 | 5  | En Chuck contra la primera classe Chuck Versus First Class                   | Fred Toye                | Chris Fedak                                                      | 24 de gener de 2010 (Canadà)    | 7 de desembre de 2013                                              |
| L'agent de la CIA Daniel Shaw assigna a en Chuck la seva primera missió en solitari a París sense tenir en compte l'opinió de la Sarah i en Casey. Durant el vol cap a França, en Chuck es fa amic de la Hannah i es fixa en un altre passatger, l'imponent Hugo Panzer. Mentrestant, en Casey ajuda a en Morgan a posar a ratlla en Jeff i en Lester per mantenir el control de Buy More. |    |                                                                              |                          |                                                                  |                                 |                                                                    |
| |    |                                                                              |                          |                                                                  |                                 |                                                                    |
| 41 | 6  | En Chuck contra el plat combinat amb 'nachos' Chuck Versus the Nacho Sampler | Allan Kroeker            | Matt Miller i Scott Rosenbaum                                    | 31 de gener de 2010 (Canadà)    | 14 de desembre de 2013                                             |
| En Chuck fa malabarismes per compaginar les seves dues vides mentre forma la nova empleada de Nerd Herd, la Hannah i intenta esbrinar qui ha quedat atrapat per l'anell. En Chuck creu que s'ho pot manegar ell tot sol, però la Sarah i en Casey consideren que han d'intervenir-hi. Mentrestant, quan l'Ellie comença a fer preguntes sobre en Chuck, l'Impressionant no té més remei que mentir. En Morgan, en Jeff i en Lester fan la seva labor de reconeixement per esbrinar més coses sobre la Hannah. |    |                                                                              |                          |                                                                  |                                 |                                                                    |
| |    |                                                                              |                          |                                                                  |                                 |                                                                    |
| 42 | 7  | En Chuck contra la màscara Chuck Versus the Mask                             | Michael Schultz          | Phil Klemmer                                                     | 8 de febrer de 2010             | 21 de desembre de 2013                                             |
| De sobte, en Chuck i la Hannah passen a formar part de l'última missió de l'agent Daniel Shaw. Per disgust seu, a la Sarah li toca anar de parella amb en Shaw, que cada cop mostra més interès per ella. Mentrestant, en Morgan i l'Ellie continuen encaparrats a esbrinar per què en Chuck es comporta de manera tan reservada i estranya. |    |                                                                              |                          |                                                                  |                                 |                                                                    |
| |    |                                                                              |                          |                                                                  |                                 |                                                                    |
| 43 | 8  | En Chick contra el nom fals Chuck Versus the Fake Name                       | Jeremiah Chechik         | Allison Adler                                                    | 1 de març de 2010               | 22 de desembre de 2013 (3 a la carta) 28 de desembre de 2013 (TV3) |
| En Chuck es compromet a fer el sopar per a la Hannah, l'Ellie i l'Impressionant, però primer, per a l'última missió que li han encarregat, ha d'assumir la identitat de l'assassí més perillós del món. Mentrestant, la Sarah deixa ben clar que la seva relació amb en Shaw ha de ser estrictament professional. |    |                                                                              |                          |                                                                  |                                 |                                                                    |
| |    |                                                                              |                          |                                                                  |                                 |                                                                    |
| 44 | 9  | En Chuck contra la tapadora Chuck Versus the Beard                           | Zachary Levi             | Scott Rosenbaum                                                  | 8 de març de 2010               | 4 de gener de 2014                                                 |
| En Chuck se sent fracassat quan no pot recórrer a la intersecció i queda enrere en una missió. En Shaw, la Sarah i la Casey continuen sense ell i Chuck es queda a la base en una situació difícil. Mentrestant, l'Anell s'infiltrarà a dins del Buy More, tot cercant la base secreta de la CIA. |    |                                                                              |                          |                                                                  |                                 |                                                                    |
| |    |                                                                              |                          |                                                                  |                                 |                                                                    |
| 45 | 10 | En Chuck contra els caramelets Chuck Versus the Tic Tac                      | Patrick Norris           | Rafe Judkins i Lauren LeFranc                                    | 15 de març de 2010              | 18 de gener de 2014                                                |
| En Casey fa una missió paral·lela per al seu excap, el coronel James Kelles, però acaba cometent un acte de traïció. Quan en Chuck descobreix l'autèntica veritat sobre el coronel Keller, ell i la Sarah s'afanyen a treure en Casey de la presó i netejar el seu nom. Mentrestant, el pla de l'Impressionant de mantenir l'Ellie fora de perill es complica quan li concedeixen la beca amb què somiava tant. |    |                                                                              |                          |                                                                  |                                 |                                                                    |
| |    |                                                                              |                          |                                                                  |                                 |                                                                    |
| 46 | 11 | En Chuck contra l'examen final Chuck Versus the Final Exam                   | Robert Duncan McNeill    | Zev Borow                                                        | 22 de març de 2010              | 25 de gener de 2014                                                |
| En Chuck s'assabenta que l'última missió en solitari serà la prova definitiva per determinar si està preparat per esdevenir espia. En Chuck haurà de posar en pràctica tot el que ha après, si no vol tornar a la seva vida anterior, mentre la Sarah i en Shaw observen cada moviment que fa. |    |                                                                              |                          |                                                                  |                                 |                                                                    |
| |    |                                                                              |                          |                                                                  |                                 |                                                                    |
| 47 | 12 | En Chuck contra l'heroi americà Chuck Versus the American Hero               | Jeremiah Chechik         | Història: Max Denby Adaptació: Matt Miller i Phil Klemmer        | 29 de març de 2010              | 1 de febrer de 2014                                                |
| En Chuck pot escollir entre els millors agents de la CIA per dur a terme una operació secreta, però ell només té una persona al cap: la Sarah. En Casey, en Morgan i l'Impressionant fan pinya per ajudar-lo a recuperar-la. |    |                                                                              |                          |                                                                  |                                 |                                                                    |
| |    |                                                                              |                          |                                                                  |                                 |                                                                    |
| 48 | 13 | En Chuck contra l'altre Chuck Versus the Other Guy                           | Peter Lauer              | Chris Fedak                                                      | 5 d'abril de 2010               | 8 de febrer de 2014                                                |
| En Chuck, la Sarah i en Shaw es retroben per localitzar l'agent de l'anell culpable de la mort de la dona d'en Shaw. La Sarah confia que en Shaw estigui preparat per tirar endavant la missió, però a en Chuck l'amoïna la seva estabilitat emocional. Mentrestant, en Morgan es planteja plegar de Buy More. |    |                                                                              |                          |                                                                  |                                 |                                                                    |
| |    |                                                                              |                          |                                                                  |                                 |                                                                    |
| 49 | 14 | En Chuck contra els noucasats Chuck Versus the Honeymooners                  | Robert Duncan McNeill    | Història: Allison Adler Adaptació: Rafe Judkins i Lauren LeFranc | 26 d'abril de 2010              | 15 de febrer de 2014                                               |
| Mentre són per Europa, la Sarah i en Chuck s'adonen que viatgen en un tren amb espies espanyols. Tot i que estan sols, decideixen enfrontar-se als agents enemics, però la missió improvisada portarà cua. Mentrestant, la generala Beckman prepara un nou i inversemblant equip d'espies, en John Casey i en Morgan Grimes, per localitzar la parella desapareguda. |    |                                                                              |                          |                                                                  |                                 |                                                                    |
| |    |                                                                              |                          |                                                                  |                                 |                                                                    |
| 50 | 15 | En Chuck contra la parella model Chuck Versus the Role Models                | Fred Toye                | Phil Klemmer                                                     | 3 de maig de 2010               | 22 de febrer de 2014                                               |
| En Chuck i la Sarah són enviats a fer una formació amb en Craig i la Laura Turner, un matrimoni de la CIA que malgrat la seva trajectòria impecable no es poden veure l'un a l'altre. La relació tempestuosa dels Turner fa que en Chuck i la Sarah es plantegin si a ells dos els espera el mateix futur. Mentrestant, en Casey ha d'instruir el nou membre de l'equip, en Morgan. |    |                                                                              |                          |                                                                  |                                 |                                                                    |
| |    |                                                                              |                          |                                                                  |                                 |                                                                    |
| 51 | 16 | En Chuck contra la dent Chuck Versus the Tooth                               | Daisy von Scherler Mayer | Zev Borow i Max Denby                                            | 10 de maig de 2010              | 1 de març de 2014                                                  |
| En Chuck comença a tenir malsons inquietants i creu que l'últim l'adverteix del perill que corre un cap d'Estat en visita oficial. La general Beckman no se'l creu i l'envia a veure un psiquiatre de la CIA, el doctor Leo Dreyfus. Mentrestant, Ellie rep una notícia sorprenent i l'Anna torna a Buy More per parlar amb Morgan. |    |                                                                              |                          |                                                                  |                                 |                                                                    |
| |    |                                                                              |                          |                                                                  |                                 |                                                                    |
| 52 | 17 | En Chuck contra el mort vivent Chuck Versus the Living Dead                  | Jay Chandrasekhar        | Lauren LeFranc i Rafe Judkins                                    | 17 de maig de 2010              | 8 de març de 2014                                                  |
| Després de l'últim malson, en Chuck demana a en Morgan que l'ajudi en una missió paral·lela. La investigació es complica quan el pare d'en Chuck, Stephen J. Bartowski, reapareix i s'assabenta que Chuck té allotjada la intersecció 2.0. Per sort, el pare d'en Chuck pot donar un cop de mà al seu fill. |    |                                                                              |                          |                                                                  |                                 |                                                                    |
| |    |                                                                              |                          |                                                                  |                                 |                                                                    |
| 53 | 18 | En Chuck contra el metro Chuck Versus the Subway                             | Matt Shakman             | Història: Matt Miller Adaptació: Allison Adler i Phil Klemmer    | 24 de maig de 2010              | 22 de març de 2014                                                 |
| L'anell assetja en Chuck i l'agent Bartowski. Afortunadament, el pare de Chuck, l'Stephen, fa tots els possibles per salvar el seu fill. Mentrestant, en Casey ha de protegir la seva filla de l'anell en secret i en Big Mike rep males notícies sobre Buy More. |    |                                                                              |                          |                                                                  |                                 |                                                                    |
| |    |                                                                              |                          |                                                                  |                                 |                                                                    |
| 54 | 19 | En Chuck contra l'Anell, segona part Chuck Versus the Ring: Part II          | Robert Duncan McNeill    | Josh Schwartz i Chris Fedak                                      | 24 de maig de 2010              | 12 d'abril de 2014                                                 |
| L'anell assetja Chuck i l'agent Bartowski. Afortunadament, el pare de Chuck, Stephen, fa tots els possibles per salvar el seu fill. Mentrestant, Casey ha de protegir la seva filla de l'anell en secret i Big Mike rep males notícies sobre Buy More. |    |                                                                              |                          |                                                                  |                                 |                                                                    |
| |    |                                                                              |                          |                                                                  |                                 |                                                                    |

### Quarta temporada
| # | #  | Títol                                                                         | Directors             | Guionistes                            | Data d'estrena als Estats Units | Data d'estrena a Catalunya |
| 55 | 1  | En Chuck contra l'aniversari Chuck Versus the Anniversary                     | Robert Duncan McNeill | Chris Fedak                           | 20 de setembre de 2010          | 3 de maig de 2014          |
| En aquest primer episodi de la quarta temporada, en Chuck es dedica a buscar la seva mare, que sospita que també és espia, per tot el món, seguint diverses pistes i amb l'ajuda d'en Morgan. Quan finalment es dona per vençut i torna al Buy More per veure si li donen feina, es troba que l'han comprat la CIA i l'NSA. En Chuck, que torna a treballar amb la Sarah, es fa passar per un agent del nou Anell i demana una trobada a la seu de les Indústries Volkoff, a Moscou.                                                                                 |    |                                                                               |                       |                                       |                                 |                            |
| |    |                                                                               |                       |                                       |                                 |                            |
| 56 | 2  | En Chuck contra la maleta Chuck Versus the Suitcase                           | Gail Mancuso          | Rafe Judkins i Lauren LeFranc         | 27 de setembre de 2010          | 17 de maig de 2014         |
| |    |                                                                               |                       |                                       |                                 |                            |
| 57 | 3  | En Chuck contra el zirconi cúbic Chuck Versus the Cubic Z                     | Norman Buckley        | Nicholas Wootton                      | 4 d'octubre de 2010             | 31 de maig de 2014         |
| Un transport de presos s'avaria i els presos acaben al nou Castell. Un parell són antics enemics d'en Chuck: L'Hugo Panzer i la Heather Chandler. L'Hugo acaba controlant el Castell, i en Chuck i la Sarah han de fugir pels conductes de la ventilació, guiats per en Casey. Paral·lelament, en Chuck té un flaix i s'adona que la Chandler està relacionada amb la seva mare i l'Alexei Volkoff. Mentrestant, al Buy More, en Morgan i la Greta preparen la sortida a la venda d'un videojoc molt popular. I sort en tenen que en Big Mike els dona un cop de mà. |    |                                                                               |                       |                                       |                                 |                            |
| |    |                                                                               |                       |                                       |                                 |                            |
| 58 | 4  | En Chuck contra el cop d'estat Chuck Versus the Coup d'Etat                   | Robert Duncan McNeill | Kristin Newman                        | 11 d'octubre de 2010            | 1 de juny de 2014          |
| En Chuck i la Sarah treballen en la seva relació mentre acompanyen l'Ellie i en Devon a Costa Gravas per veure l'Alejandro Goya, un vell amic seu. Però, un cop allà, en Goya es torna a trobar en una situació complicada: s'ha d'enfrontar a un cop d'estat encapçalat per la seva dona. Mentrestant, en Morgan continua la relació amorosa prohibida amb la filla d'en Casey, que pot posar en perill l'amistat entre els dos homes, alhora que demana consell a en Big Mike.                                                                                     |    |                                                                               |                       |                                       |                                 |                            |
| |    |                                                                               |                       |                                       |                                 |                            |
| 59 | 5  | En Chuck contra la catatonia Chuck Versus the Couch Lock                      | Michael Schultz       | Henry Alonso Myers                    | 18 d'octubre de 2010            | 7 de juny de 2014          |
| A partir de la missió a Costa Gravas, en Chuck veu que segurament hi ha una relació entre el passat d'en Casey i el de la seva mare, una agent amb el nom en clau "Glaç". Mentrestant, el grup munta un funeral fals per en Casey amb la idea de reunir els seus antics companys de comando, corruptes, que estan embolicats amb les Indústries Volkoff, i agafar-los. Finalment, en Chuck renuncia a continuar buscant la seva mare, però llavors rep una misteriosa trucada.                                                                                       |    |                                                                               |                       |                                       |                                 |                            |
| |    |                                                                               |                       |                                       |                                 |                            |
| 60 | 6  | En Chuck contra el passadís del terror Chuck Versus the Aisle of Terror       | John Scott            | Craig DiGregorio                      | 25 d'octubre de 2010            | 14 de juny de 2014         |
| En Chuck, en Casey, la Sarah i en Morgan reben l'encàrrec d'aturar la venda d'una arma que provoca malsons permanents i la mort. En Chuck es fa passar per comprador. Al mateix temps, es troba per primer cop amb la seva mare, que li revela que és una infiltrada a l'organització d'en Volkoff. Però, quan aquesta segresta en Chuck a punta de pistola, ell ja no sap si creure-se-la. Mentrestant, en Jeff i en Lester fan un contribució molt peculiar a la festa de Halloween del Buy More, i l'Ellie i en Devon reben la visita de la mare d'aquest.        |    |                                                                               |                       |                                       |                                 |                            |
| |    |                                                                               |                       |                                       |                                 |                            |
| 61 | 7  | En Chuck contra la primera batalla Chuck Versus the First Fight               | Allan Kroeker         | Rafe Judkins i Lauren LeFranc         | 1 de novembre de 2010           | 15 de juny de 2014         |
| En Chuck s'ha barallat amb la Sarah per la detenció de la Mary. Però acaba podent parlar amb la seva mare, que li diu que va haver de tallar els lligams amb la CIA i es va passar a l'MI6 perquè no descobrissin que era una infiltrada. En Chuck ha de parlar amb el seu antic contacte en aquesta organització per corroborar el que li ha dit.Mentrestant, l'Ellie, que rep la visita de la seva mare, també es posa a investigar, a partir de les coses que aquesta li ha explicat.                                                                             |    |                                                                               |                       |                                       |                                 |                            |
| |    |                                                                               |                       |                                       |                                 |                            |
| 62 | 8  | En Chuck contra la por de morir Chuck Versus the Fear of Death                | Robert Duncan McNeill | Nicholas Wootton                      | 15 de novembre de 2010          | 29 de juny de 2014         |
| La mare d'en Chuck desactiva l'interconnector del cap d'en Chuck. I criden l'agent Jim Rye perquè li repari, seguint la teoria que la por de la mort li permetrà tornar-hi a tenir accés. Però El Belga acaba capturant en Chuck.Mentrestant, al Buy More, en Jeff i en Lester sospiten de la Greta, i en Casey ha d'acabar intervenint per arreglar les coses i que no desemmascarin el muntatge de la CIA. |    |                                                                               |                       |                                       |                                 |                            |
| |    |                                                                               |                       |                                       |                                 |                            |
| 63 | 9  | En Chuck contra la fase tres Chuck Versus Phase Three                         | Anton Cropper         | Kristin Newman                        | 22 de novembre de 2010          | 12 de juliol de 2014       |
| El Belga té presoner en Chuck i el vol sotmetre a la Fase Tres: esborrar-li tot el que té al cervell menys les dades de l'interconnector. La Sarah, desobeint les ordres que li han donat, es posa a buscar en Chuck per les selves del sud-est asiàtic per salvar-lo. En Casey i en Morgan l'acaben ajudant.Mentrestant, l'Ellie vol trobar la clau per fer funcionar l'antic portàtil del seu pare i desvelar els secrets que amaga. |    |                                                                               |                       |                                       |                                 |                            |
| |    |                                                                               |                       |                                       |                                 |                            |
| 64 | 10 | En Chuck contra les sobres Chuck Versus the Leftovers                         | Zachary Levi          | Henry Alonso Myers                    | 29 de novembre de 2010          | 13 de juliol de 2014       |
| L'Alexei Volkoff es presenta al Buy More i amenaça de fer-hi esclatar una bomba si no li entreguen la Mary. Desvela que n'està enamorat. Quan està a punt de matar en Chuck, la Mary li confessa que és fill seu, per salvar-lo. Per enredar encara més la troca, en aquell moment truca l'Ellie i convida en Chuck al sopar d'Acció de Gràcies i tota la colla acaba a casa d'ella. |    |                                                                               |                       |                                       |                                 |                            |
| |    |                                                                               |                       |                                       |                                 |                            |
| 65 | 11 | En Chuck contra la terrassa Chuck Versus the Balcony                          | Jay Chandrasekhar     | Max Denby                             | 17 de gener de 2011             | 2 d'agost de 2014          |
| Una missió que porta en Chuck a França, darrere d'un nanoxip, es barreja amb els seus plans per demanar-li a la Sarah, d'una manera romàntica i original, que es casi amb ell. Però la Sarah té altres maldecaps: la Beckman li encomana que faci d'agent doble per desmuntar les Indústries Volkoff per dins i buscar la mare d'en Chuck. La Sarah haurà d'anar-se'n i no podrà tenir cap més contacte amb en Chuck. |    |                                                                               |                       |                                       |                                 |                            |
| |    |                                                                               |                       |                                       |                                 |                            |
| 66 | 12 | En Chuck contra el Devorador Chuck Versus the Gobbler                         | Milan Cheylov         | Craig DiGregorio                      | 24 de gener de 2011             | 3 d'agost de 2014          |
| La Sarah s'acaba infiltrant a l'organització d'en Volkoff i es guanya la seva confiança. Tot seguit, aquest li encomana una missió per posar-la a prova: alliberar en Yuri, el Devorador. La Sarah, amb l'ajuda d'amagat dels seus amics, se'n surt. Però llavors en Volkoff li encarrega una tasca molt més difícil: matar en Casey.Mentrestant, l'Ellie els treu un pes de sobre a tots quan els diu que era una broma que volgués posar de nom Grunka, a la seva filla.                                                                                           |    |                                                                               |                       |                                       |                                 |                            |
| |    |                                                                               |                       |                                       |                                 |                            |
| 67 | 13 | En Chuck contra la música del part Chuck Versus the Push Mix                  | Peter Lauer           | Rafe Judkins i Lauren LeFranc         | 31 de gener de 2011             | 9 d'agost de 2014          |
| En Chuck prepara un CD de música relaxant per al part de l'Ellie. En Chuck, en Morgan i l'Alex són a l'hospital després que en John quedés inconscient a causa de les lesions de l'episodi anterior. Finalment, en Chuck i la Sarah es reconcilien amb un apassionat petó i ell li demanarà alguna cosa... |    |                                                                               |                       |                                       |                                 |                            |
| |    |                                                                               |                       |                                       |                                 |                            |
| 68 | 14 | En Chuck contra la seducció impossible Chuck Versus the Seduction Impossible  | Patrick Norris        | Chris Fedak i Kristin Newman          | 7 de febrer de 2011             | 10 d'agost de 2014         |
| En Chuck, la Sarah i en Casey són enviats al Marroc per rescatar un vell amic, en Roan Montgomery. En Morgan es troba amb la mare de l'Alex i la Maria tracta de reconnectar amb la seva família. |    |                                                                               |                       |                                       |                                 |                            |
| |    |                                                                               |                       |                                       |                                 |                            |
| 69 | 15 | En Chuck contra les gates Chuck Versus the Cat Squad                          | Paul Marks            | Nicholas Wootton                      | 14 de febrer de 2011            | 16 d'agost de 2014         |
| En Chuck sorprèn la Sarah i fa que es retrobi amb el seu antic equip d'espies, el "c.a.t. Squad", on hi ha la Carina Miller. L'Esquadra vola a Rio de Janeiro per enfrontar-se a Augusto Gaez, però afloren velles rancúnies. La relació d'en Morgan Grimes amb l'Alex McHugh queda amenaçada amb el retorn de la Carina. |    |                                                                               |                       |                                       |                                 |                            |
| |    |                                                                               |                       |                                       |                                 |                            |
| 70 | 16 | En Chuck contra la mascarada Chuck Versus the Masquerade                      | Patrick Norris        | Rafe Judkins i Lauren LeFranc         | 21 de febrer de 2011            | 17 d'agost de 2014         |
| En Chuck i la Sarah es preparen per a un dia de Sant Valentí inoblidable, però els envien a Anglaterra a una missió per protegir la jove hereva Vivian McArthur. |    |                                                                               |                       |                                       |                                 |                            |
| |    |                                                                               |                       |                                       |                                 |                            |
| 71 | 17 | En Chuck contra el primer banc de mal Chuck Versus the First Bank of Evil     | Frederick E.O. Toye   | Henry Alonso Myers i Craig DiGregorio | 28 de febrer de 2011            | 30 d'agost de 2014         |
| |    |                                                                               |                       |                                       |                                 |                            |
| 72 | 18 | En Chuck contra l'equip A Chuck Versus the A-Team                             | Kevin Mock            | Phil Klemmer                          | 14 de març de 2011              | 31 d'agost de 2014         |
| En Chuck està amoïnat per la seva nova feina a mesura que arriben nous agents. En Chuck i la Sarah sospiten que en Casey va a missions canalles. En Morgan intenta fer-se de la millor manera possible amb el seu company d'habitació. |    |                                                                               |                       |                                       |                                 |                            |
| |    |                                                                               |                       |                                       |                                 |                            |
| 73 | 19 | En Chuck contra l'assassí Chuck Versus the Muuurder                           | Allan Kroeker         | Alex Katsnelson i Kristin Newman      | 21 de març de 2011              | 13 de setembre de 2014     |
| En Chuck, com a líder de l'equip, té la tasca de trobar nous candidats, però ha de resoldre un misteriós assassinat quan els reclutats comencen a morir. Mentrestant, el personal de Buy More participen en la batalla de mascota. |    |                                                                               |                       |                                       |                                 |                            |
| |    |                                                                               |                       |                                       |                                 |                            |
| 74 | 20 | En Chuck contra la família Volkoff Chuck Versus the Family Volkoff            | Robert Duncan McNeill | Amanda Kate Shuman i Nicholas Wootton | 11 d'abril de 2011              | 14 de setembre de 2014     |
| En Chuck confia en un perillós aliat del seu pare para intentar provar que la Vivian és innocent. L'Ellie investiga sobre el seu pare, però la seva mare interfereix. |    |                                                                               |                       |                                       |                                 |                            |
| |    |                                                                               |                       |                                       |                                 |                            |
| 75 | 21 | En Chuck contra l'organitzadora de casaments Chuck Versus the Wedding Planner | Anton Cropper         | Rafe Judkins i Lauren LeFranc         | 18 d'abril de 2011              | 18 d'octubre de 2014       |
| |    |                                                                               |                       |                                       |                                 |                            |
| 76 | 22 | En Chuck contra l'agent X Chuck Versus Agent X                                | Robert Duncan McNeill | Phil Klemmer i Craig DiGregorio       | 2 de maig de 2011               | 15 de novembre de 2014     |
| |    |                                                                               |                       |                                       |                                 |                            |
| 77 | 23 | En Chuck contra els últims detalls Chuck Versus the Last Details              | Peter Lauer           | Henry Alonso Myers i Kristin Newman   | 9 de maig de 2011               | 18 de gener de 2015        |
| |    |                                                                               |                       |                                       |                                 |                            |
| 78 | 24 | En Chuck contra el caire de l'abisme Chuck Versus the Cliffhanger             | Robert Duncan McNeill | Chris Fedak i Nicholas Wootton        | 16 de maig de 2011              | 18 de gener de 2015        |
| |    |                                                                               |                       |                                       |                                 |                            |

### Cinquena temporada
| #  | #  | Títol                                                                 | Directors             | Guionistes                      | Data d'estrena als Estats Units | Data d'estrena a Catalunya |
| 79 | 1  | En Chuck contra el zoom Chuck Versus the Zoom                         | Robert Duncan McNeill | Chris Fedak i Nicholas Wootton  | 28 d'octubre de 2011            | 31 de maig de 2015         |
|    |    |                                                                       |                       |                                 |                                 |                            |
| 80 | 2  | En Chuck contra el Bandit Barbut Chuck Versus the Bearded Bandit      | Patrick Norris        | Lauren LeFranc i Rafe Judkins   | 4 de novembre de 2011           | 7 de juny de 2015          |
|    |    |                                                                       |                       |                                 |                                 |                            |
| 81 | 3  | En Chuck contra les metxes Chuck Versus the Frosted Tips              | Paul Marks            | Phil Klemmer                    | 11 de novembre de 2011          | 28 de juny de 2015         |
|    |    |                                                                       |                       |                                 |                                 |                            |
| 82 | 4  | En Chuck contra el viatge de feina Chuck Versus the Business Trip     | Allan Kroeker         | Kristin Newman                  | 18 de novembre de 2011          | 28 de juny de 2015         |
|    |    |                                                                       |                       |                                 |                                 |                            |
| 83 | 5  | En Chuck contra la pirateria Chuck Versus the Hack Off                | Zachary Levi          | Craig DiGregorio                | 9 de desembre de 2011           | 11 de juliol de 2015       |
|    |    |                                                                       |                       |                                 |                                 |                            |
| 84 | 6  | En Chuck contra la maledicció Chuck Versus the Curse                  | Michael Schultz       | Alex Katsnelson                 | 16 de desembre de 2011          | 12 de juliol de 2015       |
|    |    |                                                                       |                       |                                 |                                 |                            |
| 85 | 7  | En Chuck contra la disfressa de Pare Noel Chuck Versus the Santa Suit | Peter Lauer           | Amanda Kate Shuman              | 23 de desembre de 2011          | 12 de juliol de 2015       |
|    |    |                                                                       |                       |                                 |                                 |                            |
| 86 | 8  | En Chuck contra la nena Chuck Versus the Baby                         | Matt Barber           | Rafe Judkins i Lauren LeFranc   | 30 de desembre de 2011          | 19 de juliol de 2015       |
|    |    |                                                                       |                       |                                 |                                 |                            |
| 87 | 9  | En Chuck contra el mantingut Chuck Versus the Kept Man                | Fred Toye             | Craig DiGregorio i Phil Klemmer | 6 de gener de 2012              | 19 de juliol de 2015       |
|    |    |                                                                       |                       |                                 |                                 |                            |
| 88 | 10 | En Chuck contra la Bo Derek Chuck Versus Bo                           | Jeremiah Chechik      | Kristin Newman                  | 13 de gener de 2012             | 12 de setembre de 2015     |
|    |    |                                                                       |                       |                                 |                                 |                            |
| 89 | 11 | En Chuck contra el tren bala Chuck Versus the Bullet Train            | Buzz Feitshans IV     | Nicholas Wootton                | 20 de gener de 2012             | 12 de setembre de 2015     |
|    |    |                                                                       |                       |                                 |                                 |                            |
| 90 | 12 | En Chuck contra la Sarah Chuck Versus Sarah                           | Jay Chandrasekhar     | Rafe Judkins i Lauren LeFranc   | 27 de gener de 2012             | 13 de setembre de 2015     |
|    |    |                                                                       |                       |                                 |                                 |                            |
| 91 | 13 | En Chuck contra l'adéu Chuck Versus the Goodbye                       | Robert Duncan McNeill | Chris Fedak                     | 27 de gener de 2012             | 13 de setembre de 2015     |
|    |    |                                                                       |                       |                                 |                                 |                            |